# Gamzigrad

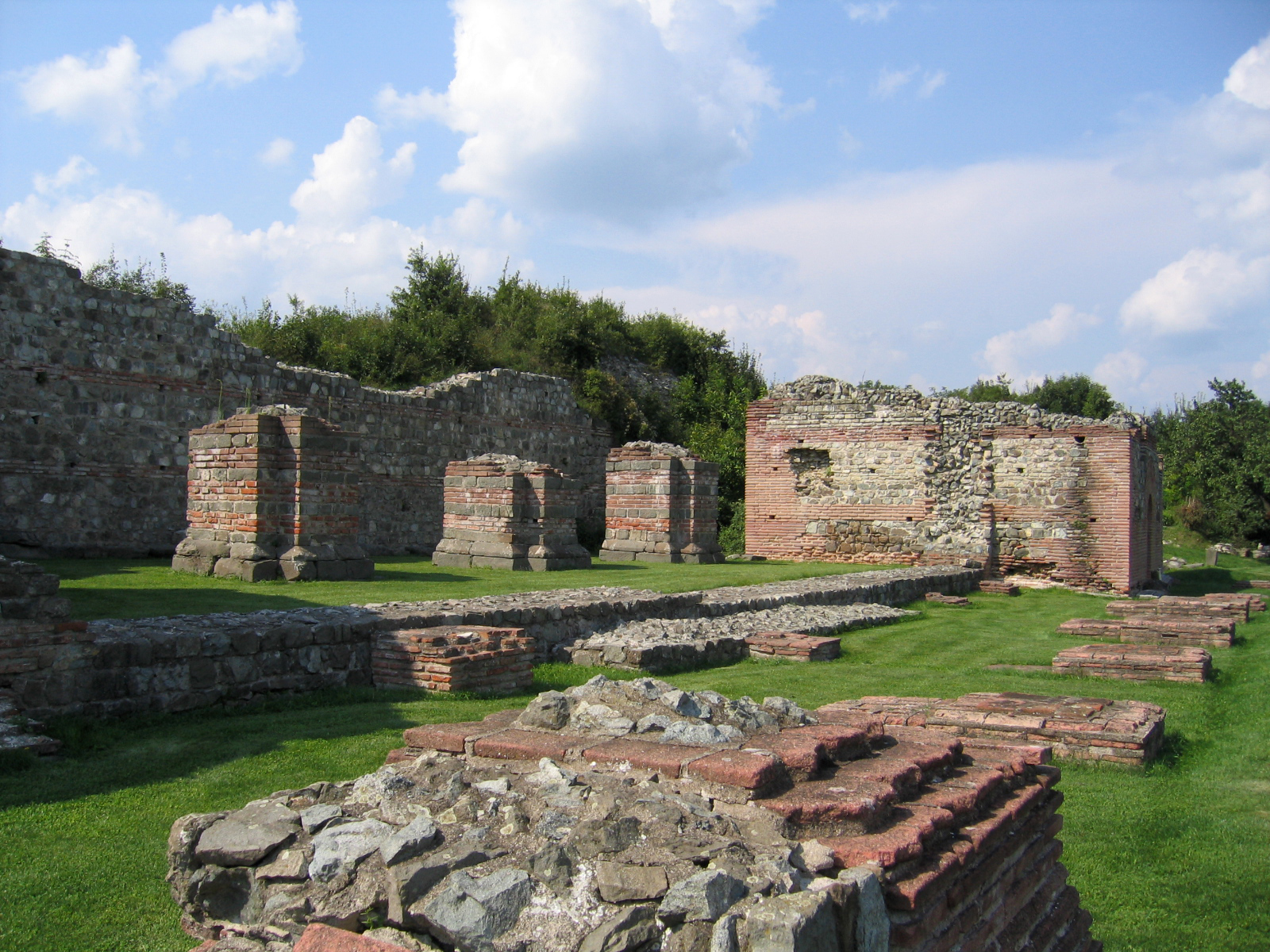
Ruinele din zona porții

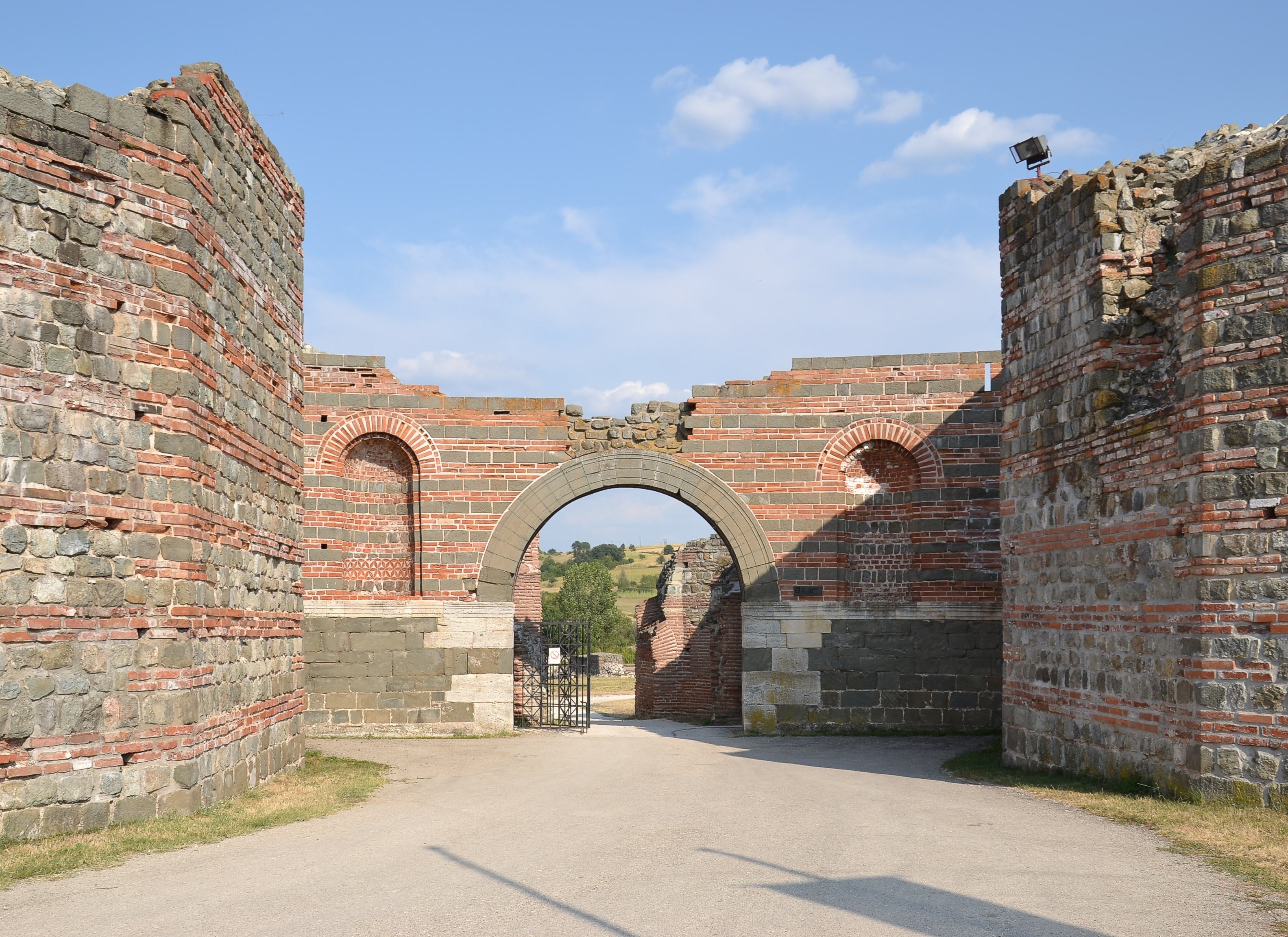
Poarta palatului

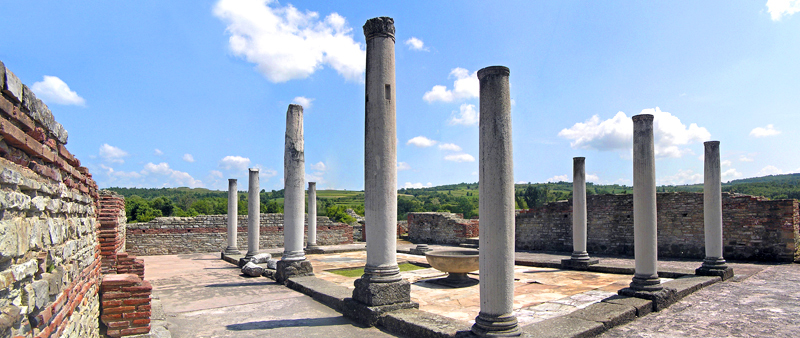
Ruinele unui templu

Gamzigrad este un sat în districtul Zaječar, Serbia, devenit cunoscut după deschiderea muzeului de la Felix Romuliana, fosta reședință a împăratului Galerius din Dacia Ripensis. Satul este lângă râul Timacul Roșu (sârb. Tìmok) în apropiere orașului Zaicear. Ruinele de la Felix Romuliana fac parte din patrimoniul universal.
Galerius s-a născut pe moșia tatălui ce se intindea de la Felix Romuliana până după Vidin (BG) și după ce a ajuns împărat a construit o reședință somptuoasă în acest loc pentru a-și venera mama.
Cercetările arheologice extinse au dus la descoperirea unui palat din sec. III și IV  având fortificațiile unei cetăți.  La 1 km distanță, pe înălțimile Muntelui Măgura, în perioada cercetărilor desfășurate între anii 1989-1993 s-au descoperit mormintele atribuite lui Galerius și mamei sale.
Este locuit de români timăceni.
În 1883, în timpul Răscoalei din Timac, timp de aproape 3 ani au avut loc bătălii între românii din regiunea Naissus, Gamzigrad și trupele regulate conduse de regele Milan al Serbiei. Mulți fruntași și țărani au fost condamnați după terminarea răscoalei. Istoriografia Serbiei omite sistematic prezentarea acestor tragice evenimente deoarece sunt legate de lupta de afirmare a identității românești continue din zonă (v. Podunavia din titlul tuturor Basarabilor] și din Serbia, în general.